# Mistrzowie Australian Open w grze mieszanej
Lista meczów finałowych Australian Open w grze mieszanej.

## Mecze finałowe (1922–2025)
| Rok  | Mistrzowie                                                           | Finaliści                                      | Wynik                                 |
| 2025 | Olivia Gadecki John Peers                                            | Kimberly Birrell John-Patrick Smith            | 3:6, 6:4, 10–6                        |
| 2024 | Hsieh Su-wei Jan Zieliński                                           | Desirae Krawczyk Neal Skupski                  | 6:7(5), 6:4, 11–9                     |
| 2023 | Luisa Stefani Rafael Matos                                           | Sania Mirza Rohan Bopanna                      | 7:6(2), 6:2                           |
| 2022 | Kristina Mladenovic Ivan Dodig                                       | Jaimee Fourlis Jason Kubler                    | 6:3, 6:4                              |
| 2021 | Barbora Krejčíková Rajeev Ram                                        | Samantha Stosur Matthew Ebden                  | 6:1, 6:4                              |
| 2020 | Barbora Krejčíková Nikola Mektić                                     | Bethanie Mattek-Sands Jamie Murray             | 5:7, 6:4, 10–1                        |
| 2019 | Barbora Krejčíková Rajeev Ram                                        | Astra Sharma John-Patrick Smith                | 7:6(3), 6:1                           |
| 2018 | Gabriela Dabrowski Mate Pavić                                        | Tímea Babos Rohan Bopanna                      | 2:6, 6:4, 11–9                        |
| 2017 | Abigail Spears Juan Sebastián Cabal                                  | Sania Mirza Ivan Dodig                         | 6:2, 6:4                              |
| 2016 | Jelena Wiesnina Bruno Soares                                         | Coco Vandeweghe Horia Tecău                    | 6:4, 4:6, 10–5                        |
| 2015 | Martina Hingis Leander Paes                                          | Kristina Mladenovic Daniel Nestor              | 6:4, 6:3                              |
| 2014 | Kristina Mladenovic Daniel Nestor                                    | Sania Mirza Horia Tecău                        | 6:3, 6:2                              |
| 2013 | Jarmila Gajdošová Matthew Ebden                                      | Lucie Hradecká František Čermák                | 6:3, 7:5                              |
| 2012 | Bethanie Mattek-Sands Horia Tecău                                    | Jelena Wiesnina Leander Paes                   | 6:3, 5:7, 10–3                        |
| 2011 | Katarina Srebotnik Daniel Nestor                                     | Chan Yung-jan Paul Hanley                      | 6:3, 3:6, 10–7                        |
| 2010 | Cara Black Leander Paes                                              | Jekatierina Makarowa Jaroslav Levinský         | 7:5, 6:3                              |
| 2009 | Sania Mirza Mahesh Bhupathi                                          | Nathalie Dechy Andy Ram                        | 6:3, 6:1                              |
| 2008 | Sun Tiantian Nenad Zimonjić                                          | Sania Mirza Mahesh Bhupathi                    | 7:6(4), 6:4                           |
| 2007 | Jelena Lichowcewa Daniel Nestor                                      | Wiktoryja Azaranka Maks Mirny                  | 6:4, 6:4                              |
| 2006 | Martina Hingis Mahesh Bhupathi                                       | Jelena Lichowcewa Daniel Nestor                | 6:3, 6:3                              |
| 2005 | Samantha Stosur Scott Draper                                         | Liezel Huber Kevin Ullyett                     | 6:2, 2:6, 7:6(6)                      |
| 2004 | Jelena Bowina Nenad Zimonjić                                         | Martina Navrátilová Leander Paes               | 6:1, 7:6                              |
| 2003 | Martina Navrátilová Leander Paes                                     | Eleni Daniilidu Todd Woodbridge                | 6:4, 7:5                              |
| 2002 | Daniela Hantuchová Kevin Ullyett                                     | Paola Suárez Gastón Etlis                      | 6:3, 6:2                              |
| 2001 | Corina Morariu Ellis Ferreira                                        | Barbara Schett Joshua Eagle                    | 6:1, 6:3                              |
| 2000 | Rennae Stubbs Jared Palmer                                           | Arantxa Sánchez Vicario Todd Woodbridge        | 7:5, 7:6(3)                           |
| 1999 | Mariaan de Swardt David Adams                                        | Serena Williams Maks Mirny                     | 6:4, 4:6, 7:6(5)                      |
| 1998 | Venus Williams Justin Gimelstob                                      | Helena Suková Cyril Suk                        | 6:2, 6:1                              |
| 1997 | Manon Bollegraf Rick Leach                                           | Łarysa Sawczenko-Neiland John-Laffnie de Jager | 6:3, 6:7(5), 7:5                      |
| 1996 | Łarysa Sawczenko-Neiland Mark Woodforde                              | Nicole Arendt Luke Jensen                      | 4:6, 7:5, 6:0                         |
| 1995 | Natalla Zwierawa Rick Leach                                          | Gigi Fernández Cyril Suk                       | 7:6(4), 6:7(3), 6:4                   |
| 1994 | Łarysa Sawczenko-Neiland Andriej Olchowski                           | Helena Suková Todd Woodbridge                  | 7:5, 6:7(7), 6:2                      |
| 1993 | Arantxa Sánchez Vicario Todd Woodbridge                              | Zina Garrison Jackson Rick Leach               | 7:5, 6:4                              |
| 1992 | Nicole Provis Mark Woodforde                                         | Arantxa Sánchez Vicario Todd Woodbridge        | 6:3, 4:6, 11:9                        |
| 1991 | Jo Durie Jeremy Bates                                                | Robin White Scott Davis                        | 2:6, 6:4, 6:4                         |
| 1990 | Natalla Zwierawa Jim Pugh                                            | Zina Garrison Rick Leach                       | 4:6, 6:2, 6:3                         |
| 1989 | Jana Novotná Jim Pugh                                                | Zina Garrison Sherwood Stewart                 | 6:3, 6:4                              |
| 1988 | Jana Novotná Jim Pugh                                                | Martina Navrátilová Tim Gullikson              | 5:7, 6:2, 6:4                         |
| 1987 | Zina Garrison Sherwood Stewart                                       | Anne Hobbs Andrew Castle                       | 3:6, 7:6(5), 6:3                      |
| 1986 | nie rozegrano turnieju par mieszanych                                | nie rozegrano turnieju par mieszanych          | nie rozegrano turnieju par mieszanych |
| 1985 | nie rozegrano turnieju par mieszanych                                | nie rozegrano turnieju par mieszanych          | nie rozegrano turnieju par mieszanych |
| 1984 | nie rozegrano turnieju par mieszanych                                | nie rozegrano turnieju par mieszanych          | nie rozegrano turnieju par mieszanych |
| 1983 | nie rozegrano turnieju par mieszanych                                | nie rozegrano turnieju par mieszanych          | nie rozegrano turnieju par mieszanych |
| 1982 | nie rozegrano turnieju par mieszanych                                | nie rozegrano turnieju par mieszanych          | nie rozegrano turnieju par mieszanych |
| 1981 | nie rozegrano turnieju par mieszanych                                | nie rozegrano turnieju par mieszanych          | nie rozegrano turnieju par mieszanych |
| 1980 | nie rozegrano turnieju par mieszanych                                | nie rozegrano turnieju par mieszanych          | nie rozegrano turnieju par mieszanych |
| 1979 | nie rozegrano turnieju par mieszanych                                | nie rozegrano turnieju par mieszanych          | nie rozegrano turnieju par mieszanych |
| 1978 | nie rozegrano turnieju par mieszanych                                | nie rozegrano turnieju par mieszanych          | nie rozegrano turnieju par mieszanych |
| 1977 | nie rozegrano turnieju par mieszanych                                | nie rozegrano turnieju par mieszanych          | nie rozegrano turnieju par mieszanych |
| 1976 | nie rozegrano turnieju par mieszanych                                | nie rozegrano turnieju par mieszanych          | nie rozegrano turnieju par mieszanych |
| 1975 | nie rozegrano turnieju par mieszanych                                | nie rozegrano turnieju par mieszanych          | nie rozegrano turnieju par mieszanych |
| 1974 | nie rozegrano turnieju par mieszanych                                | nie rozegrano turnieju par mieszanych          | nie rozegrano turnieju par mieszanych |
| 1973 | nie rozegrano turnieju par mieszanych                                | nie rozegrano turnieju par mieszanych          | nie rozegrano turnieju par mieszanych |
| 1972 | nie rozegrano turnieju par mieszanych                                | nie rozegrano turnieju par mieszanych          | nie rozegrano turnieju par mieszanych |
| 1971 | nie rozegrano turnieju par mieszanych                                | nie rozegrano turnieju par mieszanych          | nie rozegrano turnieju par mieszanych |
| 1970 | nie rozegrano turnieju par mieszanych                                | nie rozegrano turnieju par mieszanych          | nie rozegrano turnieju par mieszanych |
| 1969 | Margaret Smith Court Marty Riessen oraz Ann Haydon-Jones Fred Stolle |                                                | nie rozegrano (opady deszczu)         |
| 1968 | Billie Jean King Dick Crealy                                         | Margaret Smith Court Allan Stone               | walkower                              |
| 1967 | Lesley Turner Bowrey Owen Davidson                                   | Judy Tegart Dalton Tony Roche                  | 9:7, 6:4                              |
| 1966 | Judy Tegart Dalton Tony Roche                                        | Robyn Ebbern Bill Bowrey                       | 6:1, 6:3                              |
| 1965 | Robyn Ebbern Owen Davidson oraz Margaret Smith Court John Newcombe   |                                                | nie rozegrano (opady deszczu)         |
| 1964 | Margaret Smith Court Ken Fletcher                                    | Jan Lehane Mike Sangster                       | 6:3, 6:2                              |
| 1963 | Margaret Smith Court Ken Fletcher                                    | Lesley Turner Bowrey Fred Stolle               | 7:5, 5:7, 6:4                         |
| 1962 | Lesley Turner Bowrey Fred Stolle                                     | Darlene Hard Roger Taylor                      | 6:3, 9:7                              |
| 1961 | Jan Lehane Bob Hewitt                                                | Mary Carter Reitano John Pearce                | 9:7, 6:2                              |
| 1960 | Jan Lehane Trevor Fancutt                                            | Christine Truman Martin Mulligan               | 6:2, 7:5                              |
| 1959 | Sandra Reynolds Bob Mark                                             | Renée Schuurman Rod Laver                      | 4:6, 13:11, 6:1                       |
| 1958 | Mary Bevis Hawton Robert Howe                                        | Angela Mortimer Barrett Peter Newman           | 9:11, 6:1, 6:2                        |
| 1957 | Fay Muller Mal Anderson                                              | J. Langley Billy Knight                        | 7:5, 3:6, 6:1                         |
| 1956 | Beryl Penrose Neale Fraser                                           | Mary Bevis Hawton Roy Emerson                  | 6:2, 6:4                              |
| 1955 | Thelma Coyne Long George Worthington                                 | Jenny Staley Lew Hoad                          | 6:2, 6:1                              |
| 1954 | Thelma Coyne Long Rex Hartwig                                        | Beryl Penrose John Bromwich                    | 4:6, 6:1, 6:2                         |
| 1953 | Julia Sampson Rex Hartwig                                            | Maureen Connolly Hamilton Richardson           | 6:4, 6:3                              |
| 1952 | Thelma Coyne Long George Worthington                                 | Gwen Thiele Tom Warhurst                       | 9:7, 7:5                              |
| 1951 | Thelma Coyne Long George Worthington                                 | Clare Proctor Jack May                         | 6:4, 3:6, 6:2                         |
| 1950 | Doris Hart Frank Sedgman                                             | Joyce Fitch Eric Sturgess                      | 8:6, 6:4                              |
| 1949 | Doris Hart Frank Sedgman                                             | Joyce Fitch John Bromwich                      | 6:1, 6:8, 12:10                       |
| 1948 | Nancye Wynne Bolton Colin Long                                       | Thelma Coyne Long Bill Sidwell                 | 7:5, 4:6, 8:6                         |
| 1947 | Nancye Wynne Bolton Colin Long                                       | Joyce Fitch John Bromwich                      | 6:3, 6:3                              |
| 1946 | Nancye Wynne Bolton Colin Long                                       | Joyce Fitch John Bromwich                      | 6:0, 6:4                              |
| 1945 | przerwa wojenna: II wojna światowa                                   | przerwa wojenna: II wojna światowa             | przerwa wojenna: II wojna światowa    |
| 1944 | przerwa wojenna: II wojna światowa                                   | przerwa wojenna: II wojna światowa             | przerwa wojenna: II wojna światowa    |
| 1943 | przerwa wojenna: II wojna światowa                                   | przerwa wojenna: II wojna światowa             | przerwa wojenna: II wojna światowa    |
| 1942 | przerwa wojenna: II wojna światowa                                   | przerwa wojenna: II wojna światowa             | przerwa wojenna: II wojna światowa    |
| 1941 | przerwa wojenna: II wojna światowa                                   | przerwa wojenna: II wojna światowa             | przerwa wojenna: II wojna światowa    |
| 1940 | Nancye Wynne Bolton Colin Long                                       | Nell Hall Hopman Harry Hopman                  | 7:5, 2:6, 6:4                         |
| 1939 | Nell Hall Hopman Harry Hopman                                        | Margaret Wilson John Bromwich                  | 6:8, 6:2, 6:3                         |
| 1938 | Margaret Wilson John Bromwich                                        | Nancye Wynne Bolton Colin Long                 | 6:3, 6:2                              |
| 1937 | Nell Hall Hopman Harry Hopman                                        | Dorothy Stevenson Don Turnbull                 | 3:6, 6:3, 6:2                         |
| 1936 | Nell Hall Hopman Harry Hopman                                        | May Blick Abe Kay                              | 6:2, 6:0                              |
| 1935 | Louie Bickerton Christian Boussus                                    | Mrs. Bond Vernon Kirby                         | 1:6, 6:3, 6:3                         |
| 1934 | Joan Hartigan Bathurst Gar Moon                                      | Emily Hood Westacott Ray Dunlop                | 6:3, 6:4                              |
| 1933 | Marjorie Cox Crawford Jack Crawford                                  | Marjorie Gladman Van Ryn Ellsworth Vines       | 3:6, 7:5, 13:11                       |
| 1932 | Marjorie Cox Crawford Jack Crawford                                  | Meryl O’Hara Wood Jirō Satō                    | 6:8, 8:6, 6:3                         |
| 1931 | Marjorie Cox Crawford Jack Crawford                                  | Emily Hood Westacott Aubrey Willard            | 7:5, 6:4                              |
| 1930 | Nell Hall Hopman Harry Hopman                                        | Marjorie Cox Crawford Jack Crawford            | 11:9, 3:6, 6:3                        |
| 1929 | Daphne Akhurst Cozens Gar Moon                                       | Marjorie Cox Crawford Jack Crawford            | 6:0, 7:5                              |
| 1928 | Daphne Akhurst Cozens Jean Borotra                                   | Esna Boyd John Hawkes                          |                                       |
| 1927 | Esna Boyd John Hawkes                                                | Youtha Anthony James Willard                   | 6:1, 6:3                              |
| 1926 | Esna Boyd John Hawkes                                                | Daphne Akhurst Cozens James Willard            | 6:2, 6:4                              |
| 1925 | Daphne Akhurst Cozens James Willard                                  | Sylvia Lance Bob Schlesinger                   | 6:4, 6:4                              |
| 1924 | Daphne Akhurst Cozens James Willard                                  | Esna Boyd Garton Hone                          | 6:3, 6:4                              |
| 1923 | Sylvia Lance Horace Rice                                             | Margaret Molesworth Bert St. John              | 2:6, 6:4, 6:4                         |
| 1922 | Esna Boyd John Hawkes                                                | Lorna Utz H. S. Utz                            | 6:1, 6:1                              |